# Радио Белград
Радио Белград или Радио Белграда (серб. Радио Београд / Radio Beograd) — сербская государственная радиостанция, вещающая с 1929 года из Белграда. Включает в свой состав четыре радиопрограммы (Радио Белград 1, Радио Белград 2, Радио Белград 3 и Радио Белград 202) и архив с записями трансляций. Входит в Радио и телевидение Сербии.

## История

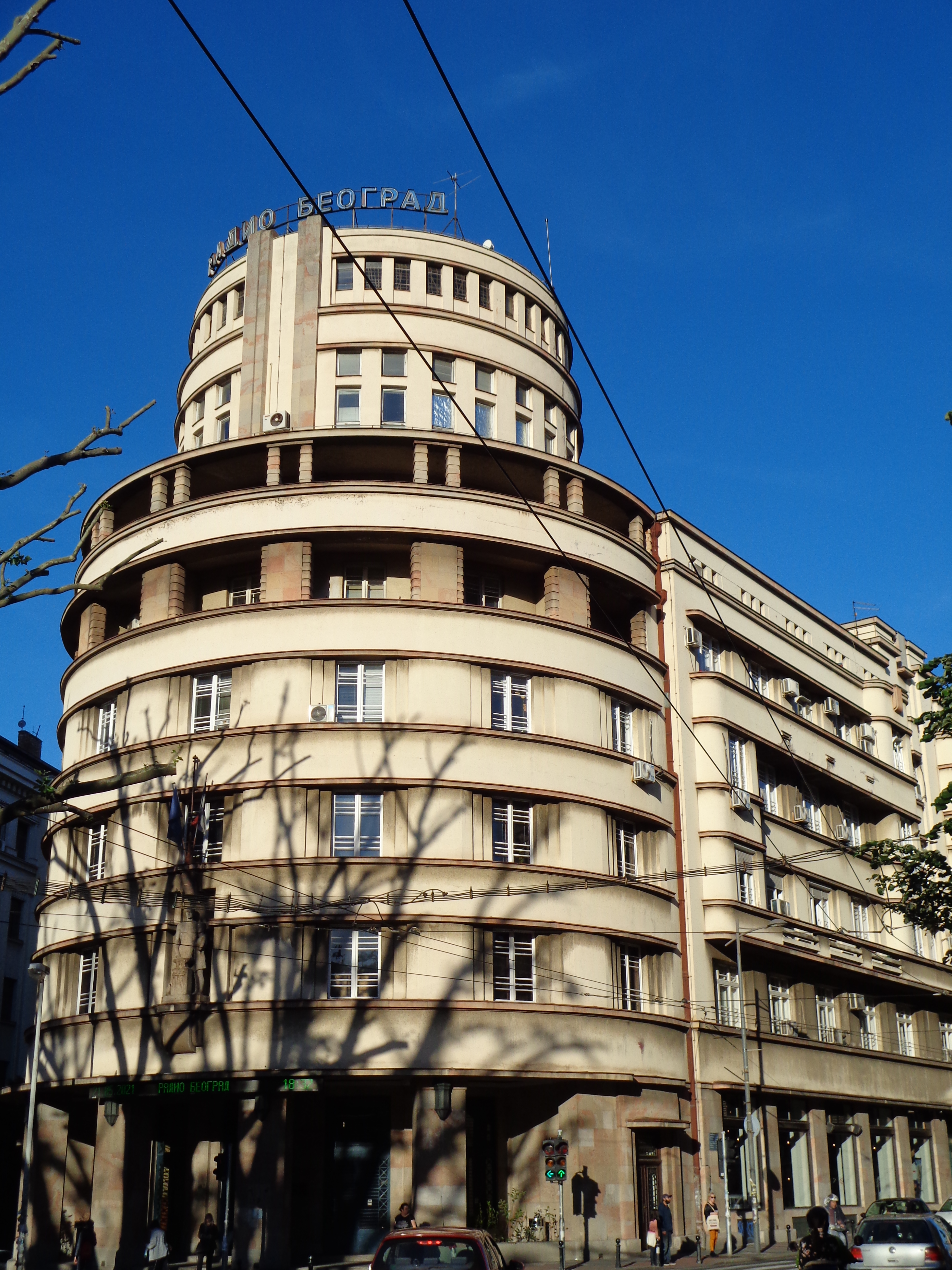
Дом ремесленников в Белграде — штаб-квартира Радио Белград

Предшественник Радио Белграда — Радио Белград-Раковица (серб. Радио Београд-Раковица / Radio Beograd-Rakovica) — вещал с 1924 года и входил в состав государственной беспроводной телеграфной станции. 24 марта 1929 года в эфир вышло Белградское радио, которое транслировало новости, музыку, радиопостановки и постановки из театров. 6 апреля 1941 года Белградское радио прекратило своё вещание после нападения Германии на Югославию и авианалёта на Белград. После оккупации немцами Белграда оно возобновило эфир под названием «Солдатское радио Белграда» (нем. Soldatensender Belgrad), вещая на территорию Европы и Средиземного моря.
На радиостанции достаточно часто звучала песня «Lili Marleen» в исполнении Лале Андерсен: согласно общепринятой трактовке истории, один из работавших на станции лейтенантов приобрёл в Вене пластинку с малоизвестной тогда широкой общественности песней, а руководитель радиостанции Карл-Хайнц Райнтген решил поставить её в эфир. Поскольку пластинок было мало, песня звучала чаще обычного.
Нацистские власти пытались запретить ставить песню в эфир, однако после многочисленных писем немецких солдат песню вернули в эфир, и она стала звучать каждый вечер в 21:55. Песня обрела особую популярность у немецких солдат, в том числе служивших в Африканском корпусе: командующий корпусом фельдмаршал Эрвин Роммель даже попросил редакцию Солдатского радио Белграда включить песню в эфир новостных сводок. Песню ценили и британские солдаты из 8-й британской армии: когда её сняли с эфира, своё возмущение выразил даже фельдмаршал Бернард Монтгомери.
После освобождения Белграда советскими и югославскими войсками Радио Белграда возобновило своё вещание в прежнем режиме, став главной радиостанцией СФРЮ. В настоящее время Радио Белграда является общественным вещателем.
В настоящее время центр радиовещания находится в Доме ремесленников, воздвигнутом в 1933 году.
К своему столетию Радио Белграда было награждено Сретенским орденом I степени в 2024 году.

## Подразделения
В структуру Радио и телевидения Сербии входят четыре радиостанции — Радио Белград 1, Радио Белград 2, Радио Белград 3 и Радио Белград 202. 18 сентября 2019 года в структуре появились ряд вещающих в Интернете радиостанций: РТС Плетеница (народная музыка, сольные выступления и ансамбли), РТС Рокенроллер (рок- и поп-музыка), РТС Џубокс (шлягеры) и РТС Плетеница (для детей и их родителей).

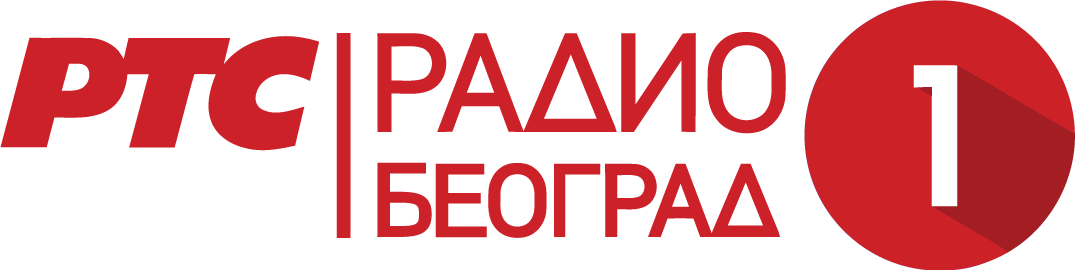
Радио Белград 1
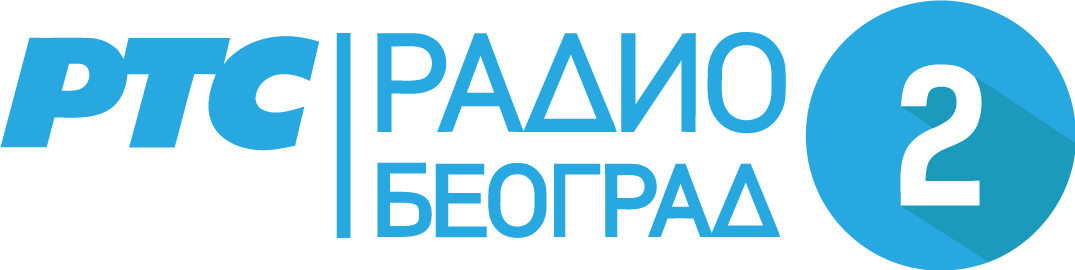
Радио Белград 2
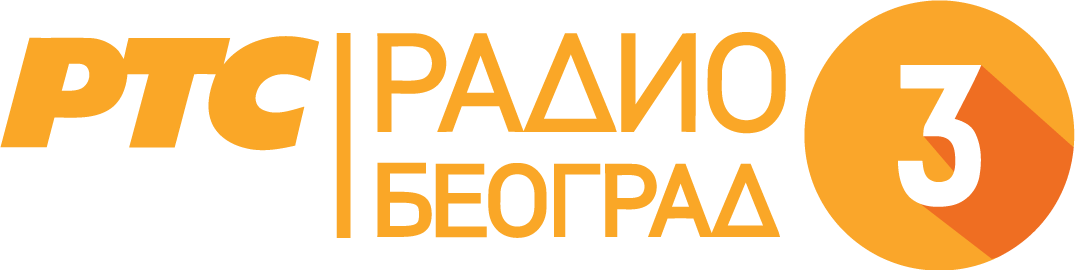
Радио Белград 3
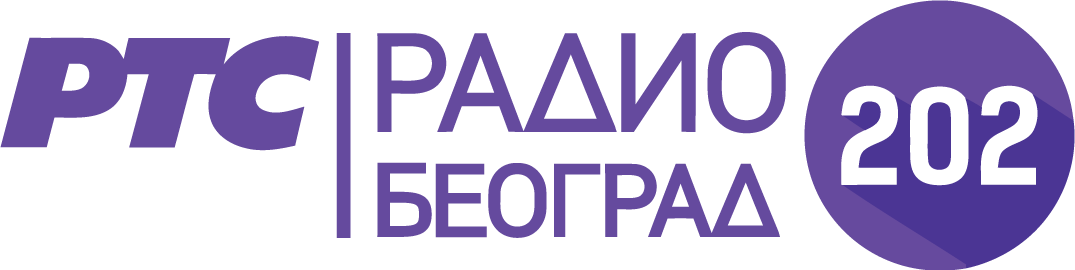
Радио Белград 202

## Известные ведущие и журналисты
- Данило Калафатович (первый директор)
- Радивое Маркович
- Хенрик-Хаим Фингерхут[серб.]
- Благое Милькович[серб.]
- Драга Йонаш[серб.]
- Миодраг Здравкович
- Вуядин Манойлович
- Здравко Обрачевич
- Лука Миятович
- Дуня Фингенвалд Пулетич
- Дина Чолич Анджелкович
- Лиляна Маркович[серб.]
- Мича Орлович[серб.]
- Душан Радулович
- Йордан Иванович[серб.] (спортивный комментатор)
- Светислав Вукович[серб.]
- Йован Маринович[серб.] (первый послевоенный директор)
- Миливой Маркович (редактор, директор)
- Марко Маркович[серб.] (спортивный комментатор)
- Душанка Калань[серб.]
- Стака Новкович Джорджевич
- Драгана Маркович Кауцки
- Драган Никитович[серб.] (спортивный комментатор)
- Владимир Еленкович (редактор)
- Драгомир Брайкович[серб.] (редактор)
- Михаило Миюшкович
- Душан Маркович[серб.]
- Доната Премеру[серб.]